# Plinius (kráter)

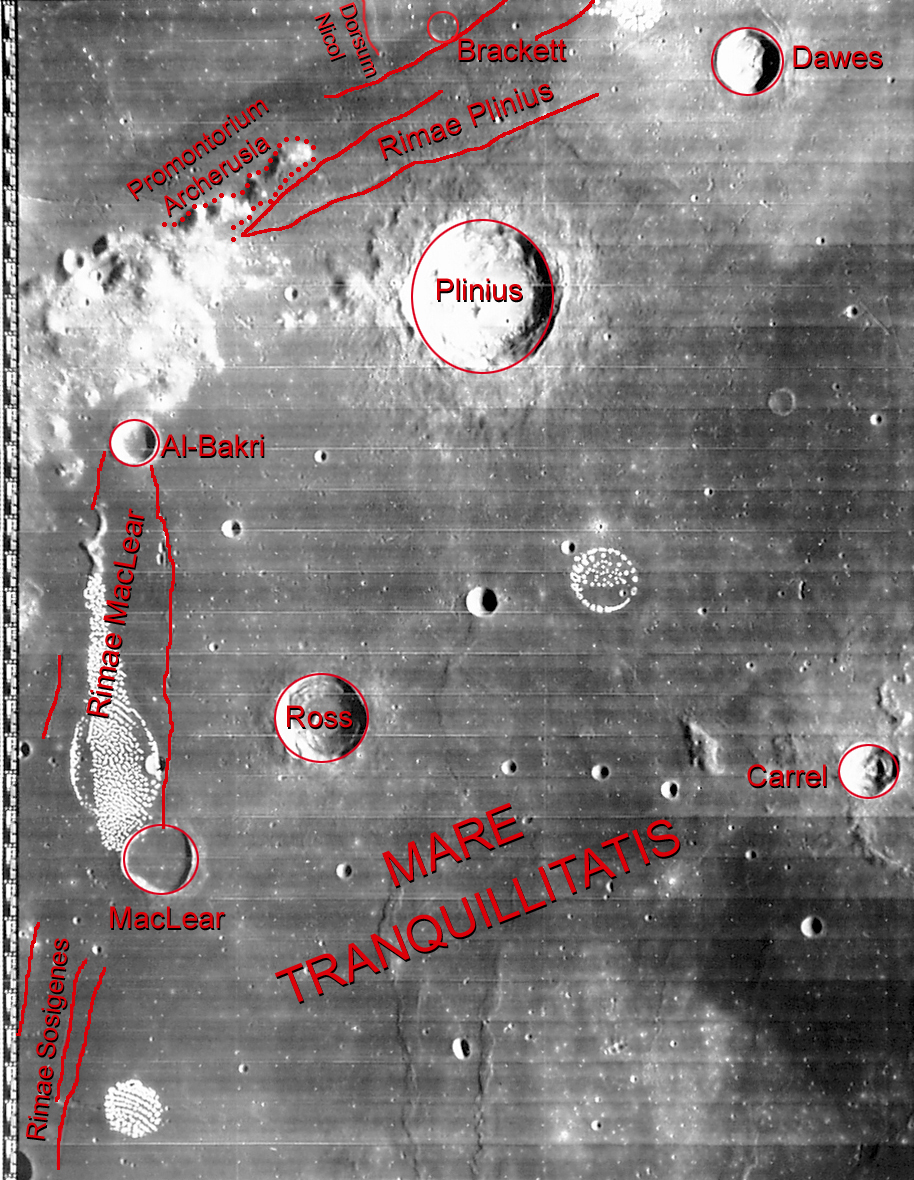
Poloha kráteru Plinius

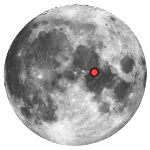
Poloha kráteru Plinius na Měsíci

Plinius je kráter o průměru 43 km nacházející se na rozhraní Mare Serenitatis (Moře jasu) na severu a Mare Tranquillitatis (Moře klidu) na jihu nedaleko mysu Promontorium Archerusia na přivrácené straně Měsíce. Jedná se o výrazný impaktní kráter s ostrým terasovitým okrajovým valem a centrálním pahorkem.
Severně se táhne soustava brázd Rimae Plinius pojmenovaná podle něj a také zde lze nalézt malý zatopený kráter Brackett. Severovýchodně se nachází kráter Dawes, jiho-jihozápadně Ross, západo-jihozápadně Al-Bakri.

## Název
Je pojmenován podle římského válečníka a filosofa Gaia Plinia Secunda, autora encyklopedie Historia naturalis.

## Satelitní krátery
V okolí kráteru se nachází několik dalších kráterů. Ty byly označeny podle zavedených zvyklostí jménem hlavního kráteru a velkým písmenem abecedy.
| Plinius | Sel. šířka | Sel. délka | Průměr |
| ------- | ---------- | ---------- | ------ |
| A       | 13.0° S    | 24.2° V    | 4 km   |
| B       | 14.1° S    | 26.2° V    | 5 km   |